# 프레스콧 부시

1950년대의 부시

프레스콧 셸던 부시(영어: Prescott Sheldon Bush, 1895년 5월 15일 ~ 1972년 10월 8일)는 미국의 은행가이자 공화당의 정치인이었다. 월스트리트의 중역 투자 은행가로 일한 후, 그는 1952년부터 1963년까지 미국 상원에서 코네티컷을 대표했다. 부시 가문의 일원인 그는 조지 H. W. 부시 대통령의 아버지였고, 조지 W. 부시 대통령과 플로리다 주지사 젭 부시의 친할아버지였다.
오하이오주 콜럼버스에서 태어난 부시는 예일 대학교를 졸업하고 세계 1차 대전 동안 포병 장교로 복무했다. 전쟁이 끝난 후, 그는 여러 회사에서 일했고 1931년 A. Harriman & Co. 투자 은행의 작은 파트너가 되었다. 그는 그 조직의 회장을 포함하여 몇몇 높은 지위의 미국 골프 협회 사무실에서 근무했다. 부시는 1925년에 코네티컷에 정착했다.
부시는 1952년 특별선거에서 민주당 후보 에이브러햄 리비코프를 근소한 차이로 누르고 상원의원 선거에 당선되었다. 상원에서 부시는 드와이트 D. 아이젠하워 대통령을 확고하게 지지하였고 주간 고속도로 시스템을 만드는 법안 제정을 도왔다. 부시는 1956년 재선에 성공하였지만 1962년 재선에 도전하기를 거부하여 이듬해 상원에서 은퇴하였다.